# 羅斯π引理
羅斯π引理（Ross'π lemma），得名自以撒·麥克·羅斯，是計算最优控制的結果。以產生反馈控制的Caratheodory-π解為基礎，羅斯π引理提到存在基本的时间常数，是一控制系統需要針對其可控制性及穩定性進行計算的。此時間常數稱為羅斯時間常數（Ross' time constant），和統御非線性控制系統之向量場的利普希茨連續成反比。

## 理論內涵
在定義羅斯時間常數T時的比例因子和受控制的擾動大小以及回授控制的規格有關。若沒有擾動，羅斯π-引理會證明開迴路的最佳解和閉迴路的相關。若有擾動，比例因子可以寫成朗伯W函数的形式。

## 實務應用
在實際應用中，羅斯時間常數可以用DIDO的數值實驗來求得。羅斯等人證明此時間常和Caratheodory-π解的實際實現方式有關。羅斯等人證明，若回授解只由零階保持產生，則若要保持可控制性及穩定性，需要快很多的取樣率。另一方面，另回授解是由Caratheodory-π技術所產生，用較慢的取樣率即可。這表示產生回授解的計算負擔遠小於標準實現方式的計算負擔。此一概念已用在机器人学的避免碰撞演算法中。處理有關靜止或是移動障礙物，且資訊不完整，或是有不確定性的情形。